# Helmstadt
Helmstadt est un bourg (Markt) d'Allemagne situé dans l'arrondissement de Wurtzbourg, dans le district de Basse-Franconie (Bavière).